# 15050 Heddal
A 15050 Heddal (ideiglenes jelöléssel 1998 XC96) egy kisbolygó a Naprendszerben. O. A. Naranjo fedezte fel 1998. december 12-én.